# Acamas (zoon van Antenor)
Acamas (Oudgrieks: Ἀκάμας) was in de Griekse mythologie de zoon van Antenor en Theano. Hij leidde samen met zijn broer Archelochus en zijn neef Aeneas (zoon van Aphrodite bij Anchises) het contingent Dardaniërs die koning Priamus kwamen bijstaan in zijn strijd tegen de Grieken (zie Trojaanse Oorlog). Acamas was een neef van Priamus.
Nadat de groep Dardaniërs geslonken was, werd zij herleid tot 5 divisies, over enkele waarvan Acamas het bevel voerde (het gezag over de divisies werd opnieuw verdeeld onder Acamas, Archelochus en Aeneas). Met deze divisies hielp hij mee met het aanvallen van de Griekse muur rond het schepenkamp. Toen zijn broer Archelochus werd gedood door Aias de Grote, wreekte hij diens dood door Promachus de Boeotiër te vellen.
Homeros beschrijft hem met de gevleugelde woorden "bedreven in alle kunsten en kundigheden van de krijg". Volgens Homeros sterft Acamas in boek zestien (boek π), alhoewel niet wordt vermeld dat het om Acamas zoon van Antenor gaat. Het kan dus ook een andere Acamas zijn die meevocht in de Trojaanse oorlog. Volgens Quintus van Smyrna werd Acamas geveld door de beroemde Griekse boogschutter Philoktetes.